# God Macabre
God Macabre foi uma banda de death metal da Suécia, sendo uma das primeiras bandas do gênero no país. Após longo hiato de duas décadas, retornaram em 2013, e no ano seguinte se apresentaram pela primeira vez nos Estados Unidos

## Integrantes
- Per Boder - vocal (1988-1992)
- Ola Sjöberg - guitarra (1988-1992)
- Jonas Stålhammar - guitarra (1990-1992)
- Tomas Johansson - baixo (1988-1991)
- Niklas Nilsson - bateria (1988-1991)

## Discografia
- Consumed by Darkness (demo, setembro de 1990) - Como Macabre End.
- The Winterlong... (dezembro de 1993)

Álbum ao vivo
- Eve of Souls Forsaken (2010) Gravado em 1991